# Toll Collect

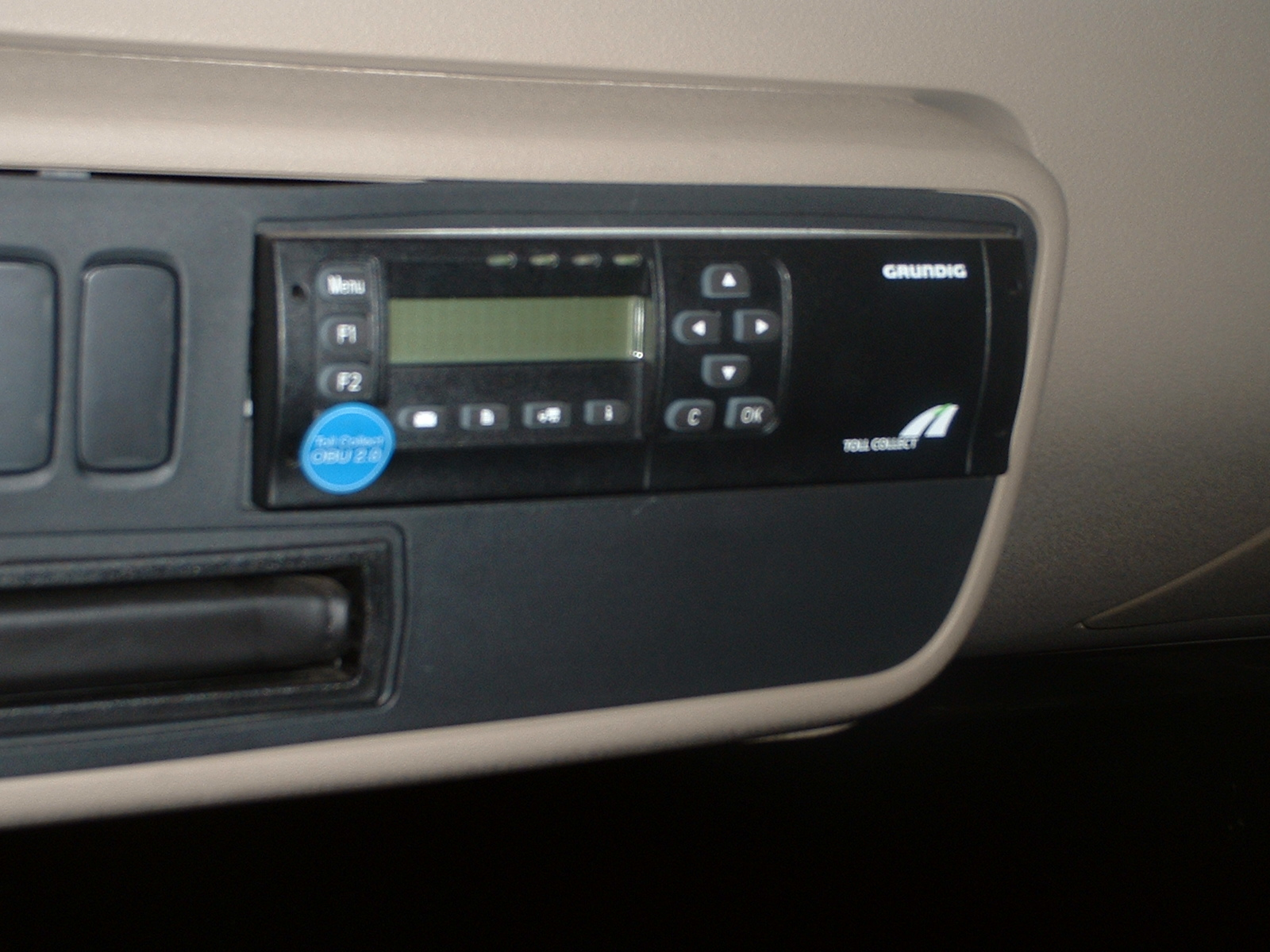
Mautkast voor vrachtwagen

Toll Collect GmbH is een consortium dat in opdracht van de Duitse federale overheid een elektronisch systeem heeft ontwikkeld en plaatst voor het innen van tol voor vrachtwagens. Sinds 1 januari 2005 is Toll Collect ook de exploitant van dit systeem. Toll Collect is daarmee een voorbeeld van publiek-private samenwerking (PPS). De invoering van een elektronisch tolsysteem voor vrachtwagens is een gevolg van de op 12 april 2002 in werking getreden Autobahnmautgesetz. Tot 2015 mag Toll Collect van de geïnde gelden jaarlijks 650 miljoen euro houden. 
Toll Collect werd in maart 2002 opgericht als een joint venture van Deutsche Telekom, DaimlerChrysler en het Franse Cofiroute. Deutsche Telekom en DaimlerChrysler zijn ieder voor 45% eigenaar en Cofiroute is eigenaar van de overige 10%.
Oorspronkelijk zou het systeem op 31 augustus 2003 beginnen, maar in verband met technische problemen werd het uitgesteld. Het eurovignet was wel op 31 augustus 2003 afgeschaft, waardoor Duitsland vele miljoenen euro's aan inkomsten misliep. Ook de nieuwe datum van 2 november 2004 werd niet gehaald. In 2004 is de huidige overeenkomst met Toll Collect ontbonden en werd er een tijdelijk vignet ingesteld. Op 1 januari 2005 ging het elektronische tolsysteem alsnog in afgeslankte vorm van start en een jaar later moet het tolsysteem volledig operationeel zijn. 
Bij vrachtwagens die een On-Board Unit (OBU) hebben, wordt de tol automatisch geheven via GPS- en GSM-techniek. Bij vrachtwagens zonder OBU, checkt de chauffeur in door bij een van de 3500 automaten de gegevens van de vrachtwagen en de gewenste eindbestemming in te voeren. De automaat berekent dan de kortste route, maar een route via een omweg kan ook ingevoerd worden. Daarna betaalt de chauffeur met contant geld (of aan de kassa bij de penningmeester of direct aan de automaat) of met verschillende andere betaalmiddelen zoals Ec-kaarten, kredietkaarten of tankkaarten (er worden alleen tankkaarten van de Routex-verbond geaccepteerd). De chauffeur kan ook met een zogenaamd Toll-Collect voertuigkaart betalen, als hij of zijn firma bij Toll Collect geregistreerd zijn. Als "geregistreerde gebruiker" is het boeken van een route tevens via het internet te doen. Voor de controle wordt gebruikgemaakt van camera's boven de autosnelwegen en van mobiele controles door het "Bundesamt für Güterverkehr" (BAG, ongeveer: de federale dienst voor vrachtvervoer). 